# SS Suevic
El SS Suevic fue un barco de vapor británico construido en los astilleros de Harland y Wolff en Belfast para la compañía naviera White Star Line. El Suevic fue el quinto y último de una serie de barcos conocidos como la "clase Jubilee", construidos específicamente para el servicio en la ruta Liverpool-Ciudad del Cabo-Sídney.

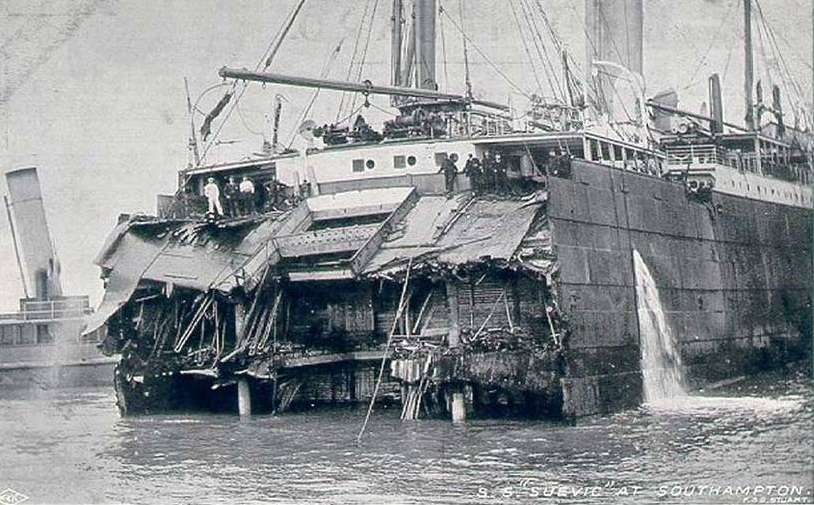
El Suevic, tras ser rescatado después del accidente, esperando una nueva proa en Southampton.

En 1907 naufragó en la costa del sur de Inglaterra, pero en uno de los rescates más notables hasta entonces, todos los  pasajeros y la tripulación pudieron ser rescatados con vida. Tras el accidente, el barco fue intencionadamente partido en dos, y una nueva proa fue construida y unida a la sección rescatada de popa, por lo que el Suevic pudo retornar al servicio. Más tarde sirvió como barco ballenero noruego, con el nombre de Skytteren, y fue desguazado en la costa sueca en 1942 para impedir su captura por la Alemania Nazi.